# Guibemantis liber
Guibemantis liber is een kikker uit de familie gouden kikkers (Mantellidae). De soort werd voor het eerst wetenschappelijk beschreven door Mario Giacinto Peracca in 1893. De soort behoort tot het geslacht Guibemantis.

## Leefgebied
De soort is endemisch in Madagaskar. De soort komt voor in het oosten van het eiland, van Nationaal park Montagne d'Ambre tot Nationaal park Andohahela, en leeft op een hoogte van tot de 2050 meter boven zeeniveau. Deze kikker komt ook voor op Île Sainte-Marie. Het leeft vooral in bomen.

## Beschrijving
De soort is variabel gekleurd, mannetjes zijn 21 tot 29 millimeter en vrouwtjes 27 tot 28 millimeter. Rugzijde is rood-, grijs- of groenachtig, vaak met een donkere balk tussen de ogen en soms met een lichte groene band aan de zijkanten. Er zitten witte of gele vlekken op de lies en donkere en witte vlekken op de bovenlip. De buikzijde van de vrouwtjes is lichtgroen, de keel van de mannetjes is glanzend wit. De onderzijde van de poten zijn donker, soms volledig zwart. De huid min of meer glad.

## Voortplanting
Het broedseizoen loopt van november tot mei. Het leggen van 30 tot 90 lichtgroene eitjes is klaar binnen tien minuten. De eitjes zijn 2-3 centimeter in diameter, later 4,5 tot 6. De embryo's zijn 1,3 tot 1,5 millimeter. Dit kleurloze kikkerdril kan men vinden in bomen, 1,5 meter boven een waterlichaam. Na 5 tot 7 dagen vallen de ongeveer 9 millimeter lange larven in het water. De staart is meer dan tweemaal zo lang als het lichaam. De kikkervisjes zijn grijs of soms bruinig. Kikkervisjes bereiken een maximale totale lengte van 35 millimeter. Ze zijn gedurende het hele jaar te vinden, vaak samen met die van de Mantidactylus betsileanus. De metamorfose in het warme seizoen duurt twee maanden.